# Viken, Östersunds kommun
Viken är en bebyggelse i Frösö socken utmed norra stranden av Frösön i Östersunds kommun, Jämtlands län (Jämtland). SCB avgränsade här en småort från  2020 till 2023.